# Pterolophia fuchsi
Pterolophia fuchsi är en skalbaggsart som beskrevs av Stefan von Breuning 1970. Pterolophia fuchsi ingår i släktet Pterolophia och familjen långhorningar.
Artens utbredningsområde är Taiwan. Inga underarter finns listade i Catalogue of Life.